# Distretto di Catania
Il distretto di Catania fu una delle suddivisioni amministrative del Regno di Sicilia (dal 1812 al 1816) e del Regno delle Due Sicilie (dal 1816 al 1860), subordinate alla provincia di Catania, soppressa nel 1860.

## Istituzione e soppressione
Fu istituito nel 1812 con la Costituzione del Regno di Sicilia.
Con una legge varata l'11 ottobre 1817 che riformò la ripartizione territoriale del Regno delle Due Sicilie a seguito della fusione della corona napoletana con quella siciliana, l'ente fu inserito nella provincia di Catania. Nel gennaio del 1838, Ferdinando II delle Due Sicilie istituì il distretto di Acireale per scorporo dal distretto di Catania.
Con l'occupazione garibaldina e annessione al Regno di Sardegna del 1860 l'ente fu soppresso.

## Suddivisione in circondari
Il distretto era suddiviso in successivi livelli amministrativi gerarchicamente dipendenti dal precedente. Al livello immediatamente successivo, infatti, individuiamo i circondari, che, a loro volta, erano costituiti dai comuni, l'unità di base della struttura politico-amministrativa dello Stato moderno. A questi ultimi potevano far capo i villaggi, centri a carattere prevalentemente rurale. I circondari del distretto di Catania, all'atto della soppressione dell'ente, ammontavano a undici ed erano i seguenti:
Circondari urbani
- Duomo
- San Marco
- Borgo

Altri Circondari
- Misterbianco
- Paternò
- Adernò
- Belpasso
- Mascalucia
- Trecastagni
- Bronte
- Biancavilla